# Mihai Horia Botez
- Articolul se referă matematicianul, disidentul și diplomatul român, Mihai Horia Botez.  Pentru alte persoane, cu același prenume și același nume de familie, vedeți Mihai Botez (dezambiguizare).

Mihai Horia Botez (n. 18 noiembrie 1940, București, România – d. 11 iulie 1995, București, România) a fost un matematician, diplomat și disident anti-comunist român, ajuns după Revoluția din 1989 ambasador al României la ONU și în Statele Unite ale Americii. Absolvent al Facultății de Matematică din București, unde a fost student al lui Octav Onicescu, Mihai Botez a lucrat mai întâi ca matematician cercetător, profesor asociat la catedra de cibernetică economică, statistici și cercetare din ASE (1967) și apoi ca lector la Facultatea de Matematică, catedra de Statistică și Calculul Probabilităților și profesor (1970).

## Biografie
În 1967 a fost numit director al Centrului de Cercetări Preospective. Și-a susținut teza de doctorat la vârsta de 26 de ani,  la Centrul de Statistică Matematică al Academiei Române, sub îndrumarea profesorului Gheorghe Mihoc. 
Între 1974 - 1977 a fost directorul Centrului Internațional de Metodologie a Studiului asupra Viitorului și Dezvoltării.
În 1976 petrece câteva luni ca invitat al  Woodrow Wilson International Center for Scholars. 
În 1977 și-a pierdut posturile de director și cadru universitar din cauza exprimării disidenței față de regimul lui Nicolae Ceaușescu.
În 1979 redactează un „Memoriu al intelectualilor români” care este citit la Radio Europa Libera și publicat în revista franceză „La Nouvelle Alternative”.
În 1985  (sau 1986) participă la Congresul European al Culturii la Madrid, Spania. 
În 1987, după publicarea în revista franceză „L'Express” a unui interviu critic la situația din România, Mihai Botez este numit director al Centrului de Calcul din Tulcea. 
A primit azil politic în 1988  în  Statele Unite ale Americii, unde se afla cu o bursă, după care a lucrat la o serie de instituții academice, Stanford University, Indiana University, Woodrow Wilson International Center for Scholars (septembrie-octombrei 1988). 
După Revoluția din 1989, a fost ambasador al României la ONU (1992-1994)  și în Statele Unite ale Americii (1994).
A murit de o hemoragie internă pe fond de ciroză hepatică. 
A fost căsătorit cu arhitecta Mariana Celac.  S-a recăsătorit în Statele Unite cu Magda Sichitiu (care și-a schimbat numele în Magda Botez după căsătorie). 

## Scrieri
- Scrisori către Vlad Georgescu, Editura Fundațiior Culturale Române, 2003 [20][21]
- Românii despre ei înșiși, Editura Litera, 1992;
- Însemnări despre Ion Barbu,  Editura Fundațiior Culturale Române, 1999;
- Editura Fundațiior Culturale Române, Editura Fundațiior Culturale Române, 1994;
- Lumea a doua - introducere în comunismologia structurală, Editura DU Style, 1997.

## Premii și distincții
- În cartierul Vitan din București, școala generală nr. 87 a fost denumită după el. [22]